# Iloprost

L'Iloprost è il nome del principio attivo di indicazione specifica contro l'ipertensione polmonare per la sua proprietà vasodilatatrice e di inibizione dell'aggregazione piastrinica.
È un composto chimico sintetizzato nel corso degli anni 1980 ed è stato approvato dall'FDA nel 2004 per coloro che soffrono di PAH (pulmonary arterial hypertension - ipertensione arteriosa polmonare).
L'Iloprost è prodotto dalla casa farmaceutica Italfarmaco  e venduto con il brand Ventavis.

## Proprietà chimiche e fisiche
Iloprost consiste in un insieme di diasteroisomeri 4R e 4S, presenti rispettivamente con un rapporto di circa 53:47. La differenza tra questi due diasteroisomeri riguarda la diversa potenza nel dilatare i vasi sanguigni. L'isomero 4S è molto più potente del 4R.
Si presenta come un liquido oleoso, incolore, solubile in metanolo, etanolo, acido acetico, in una soluzione tampone a pH 7 e moderatamente solubile in un tampone a pH 9. Iloprost è solubile anche usando acqua distillata in presenza di tamponi a pH 5 e 3.

## Farmacologia generale

### Farmacocinetica
Gli studi di farmacocinetica, effettuati su animali ai quali è stato somministrato iloprost, hanno dimostrato che non è evidente una conversione dei due diasteroisomeri. Negli studi farmacocinetici sugli umani invece non sono stati analizzati individualmente. 
Una somministrazione intravenosa di iloprost ha una farmacocinetica lineare nell'intervallo di dosaggio da 1 a 3 ng/kg/min. In seguito ad inalazione di iloprost (5 mcg) in pazienti con ipertensione polmonare, si verifica un picco di concentrazione di iloprost nel siero che raggiunge anche i 150 pg/mL. 
Generalmente, dopo circa 30 min/1 ora dall'inalazione iloprost non è rilevabile nel plasma.
Il tempo di emivita è di 20- 30 min.

#### Assorbimento e distribuzione
La distribuzione assoluta di iloprost non è ancora stata rilevata. Nel trial clinico sugli umani (soggetti sani) il volume di distribuzione apparente (Vd) nello stato stazionario è risultato compreso tra 0,7 e 0,8 L/kg, in seguito alla somministrazione intravenosa. 
Iloprost è presente per il 60% nella sua forma coniugata con le proteine, principalmente con l’albumina, e questa percentuale non dipende dalla concentrazione se si considera l’intervallo da 30 a 3000 pg/mL.

#### Metabolismo ed escrezione
La clearance in soggetti sani è di circa 5-20 ml/min/kg. Iloprost è metabolizzato principalmente per ß-ossidazione del carbossile in catena laterale; il principale metabolita è il tetranor-iloprost (trovato sia in forma libera che coniugata) e gli esperimenti clinici sugli animali hanno rilevato la sua inattività. 
Gli studi in vitro hanno invece dimostrato che il citocromo CYP450, coinvolto nel metabolismo della maggior parte dei farmaci, gioca un ruolo infimo nella biotrasformazione dell’iloprost.
Uno studio sull’equilibrio di massa, effettuato usando la somministrazione endovenosa e orale di [3H]-iloprost, ha rilevato che nei soggetti sani (n=8) il recupero della radioattività totale è stato oltre 14 ore dopo la somministrazione. In termini percentuali, si tratta dell’81% con il 68% e 12% rispettivamente recuperati in urina e feci.

### Farmacodinamica
Iloprost è un analogo strutturale di seconda generazione della prostaciclina (PGI2) con una potenza circa dieci volte maggiore rispetto agli analoghi stabili di prima generazione, come la carbaprostaciclina. Iloprost si lega con uguale affinità al recettore della prostaciclina umana PGI2, per stimolare la vasodilatazione, e ai recettori delle prostaglandine. Iloprost e prostaciclina inibiscono il blocco o il restringimento indesiderato dei vasi sanguigni e consentono di far fluire più sangue attraverso le arterie. Il medicinale ha una selettività ridotta in quanto si lega e attiva tutti e quattro i recettori per la prostaglandina E2: recettore EP1, EP2, EP3 e EP4. L'attivazione dei recettori EP2 ed EP4 causa la vasodilatazione, ma l'attivazione del recettore EP3 causa vasocostrizione.
Iloprost restringe la muscolatura circolare dell'ileo e del fondo (stomaco) con la stessa forza che eserciterebbe la prostaglandina E2 (PGE2) se agisse da sola; inibisce anche l'ADP, la trombina e l'aggregazione delle piastrine umane, indotta dal collagene.
Come la prostaciclina, iloprost inibisce l'aggregazione piastrinica stimolando l'adenilato ciclasi. L'aumento dei livelli di AMP ciclico sono stati dimostrati oltre che nelle piastrine, anche nell'arteria femorale canina, nel polmone del ratto, nelle cellule neuroni ibride (NCB 20) in coltura.
La prostaglandina D2, che stimola anch'essa l'adenilato ciclasi nelle piastrine umane, non interferisce con iloprost.
La rapida formazione dell'inositolo tri-, bis- e monofosfato durante l'attivazione delle piastrine suggerisce il coinvolgimento della fosfolipasi C (PLC). L'inositolo trifosfato innesca la liberazione dello ione calcio intracellulare. Il diacilglicerolo prodotto dall'attività della PLC stimola la fosforilazione di una proteina che promuove dei processi di secrezione legati al cambiamento di concentrazione dello ione calcio intracellulare. Fosfolipasi C e fosfolipasi A2 (PLA2) sono due enzimi calcio dipendenti. La fosfolipasi A2 e la diacilglicerolo lipasi liberano l'acido arachidonico precursore di PGI2 e TXA2 che regolano la funzione delle piastrine. 
Le prostacicline e iloprost diminuiscono la formazione dell'inositolo fosfato, probabilmente inibendo la PLC. 
Tutti questi effetti coinvolgono la stimolazione dell'adenilato ciclasi, ma non è ancora chiaro quale sia il meccanismo responsabile dell'attività farmacologica di iloprost.
In tutti gli animali perciò Iloprost agisce come un vasodilatatore, ipotensivo, antidiuretico e prolunga il tempo di sanguinamento (cioè il tempo che ci impiega il sangue per fermarsi, solitamente ci si riferisce al bleeding time -test per verificare la funzionalità delle piastrine). Tutte queste proprietà aiutano ad antagonizzare i cambiamenti patologici che si verificano nelle piccole arterie polmonari dei pazienti con ipertensione polmonare.

#### Target
- Recettori delle prostacicline

Agonista
- Recettore EP1 di prostaglandine E2

Agonista
- 3',5'-fosfodiesterasi ciclica 4A/4B/4C cAMP-specifica

Induttore
- Attivatore del plasminogeno del tipo tissutale

Sconosciuto
- Recettore 2 di prostaglandine D2

Agonista

#### Interazioni farmacologiche
Negli studi su volontari sani non vi è stata interazione farmacodinamica tra iloprost per via endovenosa e nifedipina, diltiazem o captopril. Tuttavia, iloprost è in grado di aumentare l'effetto ipotensivo degli agenti vasodilatatori e antiipertensivi. Poiché iloprost inibisce la funzione piastrinica, esiste un potenziale rischio di aumentare il sanguinamento, in particolare nei pazienti trattati con anticoagulanti. Durante gli studi clinici, iloprost è stato usato in concomitanza con anticoagulanti, diuretici, glicosidi cardiaci, calcio antagonisti, analgesici, antipiretici, antinfiammatori non steroidei, corticosteroidi e altri farmaci. L'infusione endovenosa di iloprost non ha avuto alcun effetto
sulla farmacocinetica di digossina. L'acido acetilsalicilico non ha alterato la clearance (farmacocinetica) di iloprost. Sebbene non siano stati condotti studi clinici, gli studi in vitro di iloprost indicano non ci si aspetta nessun inibizione del citocormo P450 che si occupa del metabolismo del farmaco.

##### Tabella interazioni farmacologiche
| Farmaco                                                           | Effetto dell'interazione                                                          |
| ----------------------------------------------------------------- | --------------------------------------------------------------------------------- |
| (1,2,6,7-3H)Testosterone                                          | L'effetto terapeutico di iloprost può essere aumentato                            |
| (R)-Warfarina                                                     | Aumento del rischio di sanguinamento                                              |
| (S)-Warfarina                                                     | Aumento del rischio di sanguinamento                                              |
| 1-(3-Mercapto-2-Methil-Propionil)-Pirrolidin-2-Acido Carbossilico | Può aumentare l'effetto ipotensivo di questo farmaco                              |
| 1-Testosterone                                                    | Aumento dell'effetto terapeutico di iloprost                                      |
| 18-methil-19-nortestosterone                                      | Aumento dell'effetto terapeutico di iloprost                                      |
| 4-idrossicumarina                                                 | Il rischio di sanguinamento è aumentato quando si usa questo farmaco con iloprost |
| 4-idrossitestosterone                                             | Aumento dell'efficacia di iloprost                                                |
| 5beta-diidrotestosterone                                          | Aumento dell'efficacia di iloprost                                                |
| Abciximab                                                         | Aumento del rischio di sanguinamento quando si usano in combinazione              |

## Indicazioni
È utilizzato per trattare alcune forme di ipertensione polmonare, la sclerodermia, il fenomeno di Raynaud. La sua assunzione deve essere costantemente supportata da controllo specialistico.

## Dosaggi
Per inalazione con soluzione nebulizzata 2,5 – 5 ug 6-9 volte al giorno. 
Più dettagliamente Ventavis (nome commerciale di iloprost), è destinato ad essere inalato usando uno dei due dispositivi di somministrazione di farmaci polmonari:
il sistema I-neb ™ AAD® o il sistema Prodose® AAD®. La prima dose aspirata
dovrebbe essere 2,5 mcg. Se questa dose è ben tollerata, il dosaggio
deve essere aumentato a 5,0 mcg e mantenuto a quella dose; altrimenti bisogna mantenere la dose a 2,5 mcg. Ventavis deve essere assunto da 6 a 9 volte al giorno (massimo una volta ogni 2 ore) durante le ore di veglia, in base alle esigenze individuali e alla tollerabilità. Il massimo della dose giornaliera valutata durante gli studi clinici è di 45 mcg (5 mcg, 9 volte al giorno).
Iloprost è indicato anche per il trattamento della sclerodermia e per il fenomeno di Raynaud; per questo tipo di casi si utilizza la somministrazione endovenosa.

## Controindicazioni
Non può essere assunto da persone con angina instabile, e che hanno avuto un infarto miocardico acuto nei 6 mesi precedenti all'utilizzo di tale trattamento. In generale chi ha disturbi cardiaci non deve iniziare questa terapia.

## Effetti indesiderati
Gli effetti indesiderati più comuni di Iloprost comprendono arrossamento del viso causato da dilatazione dei vasi sanguigni (vampate), aumento della tosse, abbassamento della pressione sanguigna (ipotensione), cefalea (mal di testa), nausea, spasmo dei muscoli della mascella che causano problemi ad aprire la bocca e svenimento (sincope). 
Altri effetti avversi sono vasodilatazione (che però può essere sfruttata nel trattamento della vasocostrizione da Raynaud) e trisma.

### Esperienze difasi cliniche
Le esperienze svolte si riferiscono al Ventavis (nome commercializzato di iloprost). È stato condotto uno studio (trial clinico) coinvolgendo 215 pazienti con ipertensione polmonare, sono stati sottoposti al trattamento con iloprost per 2 studi clinici (ciascuno della durata di 12 settimane). A questi pazienti è stato somministrato Ventavis inalato per periodi diversi a seconda della volontà del paziente: da 1 giorno a più di 3 anni. Generalmente, il numero medio di esposizione è stato di 15 settimane. 
Quaranta pazienti hanno completato 12 mesi di studio clinico aperto(open-label treatment) ovvero senza gruppo controllo, in contrapposizione ad uno studio clinico controllato.
La tabella seguente mostra gli effetti collaterali che sono stati rilevati da almeno 4 pazienti curati con iloprost e che hanno riportato una frequenza di eventi superiore (almeno del 3%) rispetto a coloro trattati con placebo, durante le 12 settimane di studio clinico per il controllo di quest'ultimo.

| Effetti avversi     | Iloprost (n=101) | Placebo (n=102) | % con placebo sottratto |
| ------------------- | ---------------- | --------------- | ----------------------- |
| Vasodilatazione     | 27               | 9               | 18                      |
| Aumento della tosse | 39               | 26              | 13                      |
| Mal di testa        | 30               | 20              | 10                      |
| Trisma              | 12               | 3               | 9                       |
| Insonnia            | 8                | 2               | 6                       |
| Nausea              | 13               | 8               | 5                       |
| Ipotensione         | 11               | 6               | 5                       |
| Vomito              | 7                | 2               | 5                       |
| Aumento del pho     | 6                | 1               | 5                       |
| Influenza           | 14               | 10              | 4                       |
| Dolore alla schiena | 7                | 3               | 4                       |
| Anormale lab test   | 7                | 3               | 4                       |
| Dolore alla lingua  | 4                | 0               | 4                       |
| Palpitazioni        | 7                | 4               | 3                       |
| Sincope             | 8                | 5               | 3                       |
| Aumento di GGT      | 6                | 3               | 3                       |
| Crampi muscolari    | 6                | 3               | 3                       |
| Emottisi            | 5                | 2               | 3                       |
| Polmonite           | 4                | 1               | 3                       |

NB. Gli effetti collaterali seri riportati dal pre-marketing e non mostrati in Tabella, includono attacco cardiaco, tachicardia sopraventricolare, dispnea, edema periferico e insufficienza renale.

#### Effetti collaterali con alto dosaggio
In uno studio condotto su 160 volontari sani, con inalazione di soluzione di iloprost (ogni 2 ore). Il risultato ottenuto è stato di una soluzione di 5 mcg all'inizio che è stata aumentata a 20 mcg per un totale di 6 dosaggi inalati (totale di 70 mcg) oppure alla dose più alta tollerata da un sottogruppo di 40 persone. 
La conclusione è stata che 13 soggetti (32%) non sono riusciti ad assumere il dosaggio più alto (20 mcg); 5 di questi non hanno aumentato la dose per via degli effetti avversi riscontrati (dolore al petto, stanchezza, mal di testa, nausea e svenimento). I rimanenti 8 soggetti hanno smesso per altri motivi.

### Esperienzefase IV
Gli effetti indesiderati espressi, sono stati approvati anche nella fase post-marketing di Ventavis.
Sono stati riscontrati casi di epistassi e sanguinamento gengivale, entro un mese dall'inizio del trattamento con iloprost (durante questa fase).

### Trombocitopenia indotta da iloprost
Iloprost è stato associato anche a trombocitopenia, (o piastrinopenia) indica la carenza di piastrine nel sangue.
Una donna di 63 anni con insufficienza cardiaca destra dopo un intervento cardiochirurgico ha ricevuto iloprost 10 microgrammi, per inalazione. Durante i primi 6 giorni di trattamento la sua conta piastrinica è diminuita da 295 a 25 × 109/ l. La conta piastrinica ha iniziato a recuperare dopo che iloprost è stato eliminato ma è caduta nuovamente in seguito ad una seconda somministrazione, dopo il suo ritiro dal plasma si è riscontrato un altro rialzamento del valore.
In questo caso iloprost ha soddisfatto i criteri per la diagnosi di trombocitopenia indotta da farmaci. I meccanismi responsabili della trombocitopenia indotta da iloprost non sono noti; tuttavia, l'insorgenza rapida sarebbe compatibile con un meccanismo mediato da anticorpi.

## Nomi commerciali

### Ventavis
Ventavis o Iloprost Sale Di Trometamolo, è somministrato per via inalatoria usando due sistemi di drug-delivery: I-neb® AAD® System or the Prodose® AAD® System. 
Ventavis è fornito in fiale di 1 mL in due concentrazioni: 10 mcg/mL e 20 mcg/mL.
| Nebulizzatore | Dose somministrata dalla fiala di: |                    |
| ------------- | ---------------------------------- | ------------------ |
|               | 10 mcg/mL                          | 20 mcg/mL          |
| I-neb® AAD®   | 2,5 o 5 mcg da una fiala           | 5 mcg da una fiala |
| Prodose® AAD® | 2,5 o 5 mcg da due fiale           | N/A                |

La concentrazione di 20 mcg/mL viene usata dai pazienti che devono mantenere una dose di 5mcg e che sperimentano tempi di trattamento prolungati che potrebbero portare ad un dosaggio incompleto. 
Bisogna depurare la camera del nebulizzatore immediatamente prima dell'uso. Dopo ogni sessione di inalazione, ogni soluzione rimanente nella camera, deve essere eliminata. L'uso della soluzione rimanente, provocherà un dosaggio imprevedibile.
I pazienti devono seguire le istruzioni del produttore, per la pulizia del sistema I-neb® AAD® o dei componenti del sistema Prodose® AAD®, dopo ogni somministrazione di dose.

### Ilomedin
Iloprost è anche disponibile in soluzione per infusione endovenosa (IV), sviluppato e commercializzato da Schering AG. 
La soluzione somministrata è diluita tramite vena periferica o un catetere venoso centrale; questo deve essere rilasciato da un accurato sistema di erogazione come una siringa.
Le dosi variano a seconda degli individui, poiché gli effetti collaterali sono meglio tollerati da alcuni pazienti rispetto ad altri. La durata del trattamento è in genere di 3 giorni; questo di solito viene ripetuto ogni 8-12 settimane.

### Tyvaso
Tyvaso è il nome commerciale di treprostinil (analogo di iloprost).
Nel 2009 il treprostinil, anch'esso analogo della prostaciclina, è stato approvato nella sua forma inalatoria, per PAH.
È dotato di un tempo di emivita maggiore rispetto all'iloprost inalato; per questo motivo viene somministrato 4 volte al giorno, al contrario delle 6/9 volte al giorno (somma. iloprost inalato di riferimento [Ventavis]).
Treprostinil ha ricevuto l'approvazione dell'FDA (Food and Drug Administration), sulla base dello studio TRIUMPH-1; si tratta di uno studio clinico randomizzato, che ha coinvolto 235 pazienti con PAH (anno 2009). I pazienti del gruppo sperimentale hanno mostrato un miglioramento del 20% nel 6MWD (six-minute walk distance) rispetto al gruppo placebo (P<0,05) e si è visto anche un miglioramento, rispetto al placebo, dell' N-terminal brain natriuretic peptide (NT-BNP) [End-point secondario dello studio) e della qualità di vita (come attestato dal "Minnesota Living with Heart Failure questionnaire" - questionario da compilare).
Il trial clinico TRIUMPH-1 ha arruolato pazienti che durante la sperimentazione erano in terapia con un antagonista di endotelina-1 o un inibitore di fosfodiesterasi-1.
Treprostinil inalato è rilasciato tramite un nebulizzatore ultrasonico, il Tyvaso Inhalation System, alla dose iniziale di 3 respiri per quattro volte al giorno. Il dosaggio viene aumentato di 3 respiri per trattamento, ogni 1/2 settimane, secondo tollerabilità del paziente, finché non si raggiunge una dose di 9 respiri per quattro volte al giorno. Effetti avversi durante il clinical trial sono stati: tosse, mal di testa e arrossamento cutaneo transitorio.

### Epoprostenol
Epoprostenol (prostaciclina sintetica), iloprost e treprostinil sono degli analoghi delle prostacicline che differiscono principalmente per la loro stabilità e per il tempo di emivita. Epoprostenol è il farmaco con minor costo.
Tutti questi medicinali possono essere somministrati per infusioni continue, solo epoprostanol però ha la licenza per il trattamento dell'ipertensione (in questa forma). 
Sono tutti vasodilatatori polmonari e inibiscono l'aggregazione piastrinica, il loro utilizzo via infusione in pazienti malati può essere limitata dall'effetto concomitante della vasodilatazione sistemica. Di contro però, epoprostenol e iloprost possono essere nebulizzati con l'ottenimento di minori effetti sistemici. 
L'aumento di emivita di iloprost è indice del fatto che non debba essere continuamente nebulizzato.

#### Studio clinico epoprostenol vs iloprost
Nel 2010 si è svolto il trial clinico che ha confrontato le differenze tra IV (intravenoso) epoprostenolo e alte dosi di Iloprost inalato per il trattamento a lungo termine dell'ipertensione polmonare.
Si tratta di uno studio svolto a lungo termine e a cecità zero (aperto = tutti i medici, membri dei comitati di ricerca dello studio, sperimentatori, pazienti sono a conoscenza del trattamento). 
Alte dosi di iloprost inh (inalato) o di IV PGI (epoprostenol intravenoso, analogo di prostaciclina) sono state iniettate in 24 pazienti con PAH grave: 12 pazienti (9 femmine - tra i 14 e 40 anni-, 10 con PAH idiopatico, 2 con PAH in disturbo del tessuto connettivo -CTD-) hanno ricevuto iv PGI, gli altri 12 (7 femmine con età tra i 12 e 43 anni, 5 IPAH (PHA idiopatica), 6 CTD, 1 con ipertensione porto-polmonare) hanno assunto inh iloprost alla dose di 120 microgrammi/24h.
I parametri emodinamici e il 6MWD (six min walking distance), al tempo zero, non erano diversi tra i due gruppi.
I risultati ottenuti dopo 3 mesi di terapia hanno mostrato che i pazienti con iv PGI hanno avuto un aumento significativo di 6MWD (da 220 a 280m -p<0.01) mentre i pazienti con inh iloprost hanno avuto un aumento minore (da 200 a 275 m -p<0,05). Il periodo di osservazione è durato 23 mesi (periodo medio) per i pazienti con iv PGI al contrario di coloro trattati con iloprost, durato 16 mesi (periodo medio). I pazienti con 6MWD>300, dopo 3 mesi di terapia, hanno avuto un aumento significativo del follow-up (periodo di osservazione).
La conclusione dello studio ha dimostrato che in questo tipo di pazienti, rappresentativi della popolazione con lo stesso disturbo ma di eziologie diverse, il follow-up del trattamento con iv PGI è più lungo rispetto a quello con inh iloprost. Il 6MWD dopo 3 mesi di terapia adeguata, potrebbe essere predittivo e affidabile, per risultati a lungo termine.